# Vase mit Kornblumen und Klatschmohn

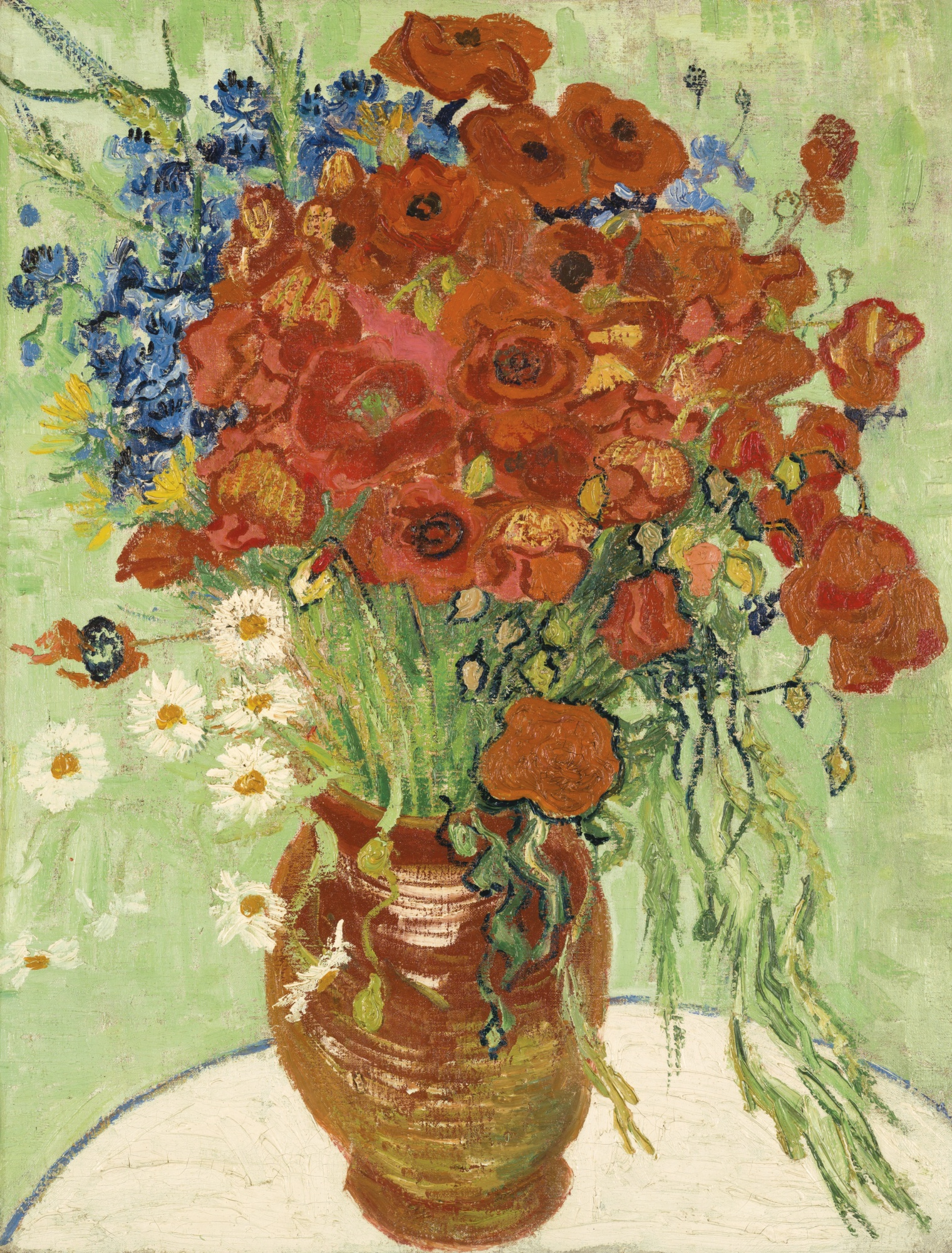
Vase mit Kornblumen und Klatschmohn
Vincent van Gogh, 1890
65 × 50 cm
Öl auf Leinwand
Privatsammlung

Vase mit Kornblumen und Klatschmohn (französisch Vase avec marguerites et coquelicots)  ist ein Gemälde des niederländischen Malers Vincent van Gogh aus dem Jahr 1890. Das in Öl auf Leinwand gemalte Bild hat die Abmessungen 65 cm × 50 cm. Van Gogh malte das Bild in Auvers-sur-Oise wenige Wochen vor seinem Suizid. Das Gemälde befindet sich in einer Privatsammlung.

## Bildbeschreibung
Das Gemälde zeigt einen farbenprächtigen Strauß mit Feldblumen in einer Vase. Zu erkennen sind Kornblumen, Klatschmohn und Margeriten. Die zahlreichen Blüten des Klatschmohns dominieren mit ihrem kräftigen Rotton die Bildmitte. Dahinter, vor allem zur linken oberen Ecke hin, sind einige blau blühende Kornblumen angeordnet. Zwischen den Kornblumen ragen einzelne Getreideähren heraus. An der linken Seite sind unterhalb des Klatschmohns einige blühende Margeriten zu sehen. Außerdem gibt es vereinzelt am linken Rand und zwischen dem Klatschmohn ein paar gelbe Blüten. Hierbei könnte es sich um Löwenzahn handeln. Während die Blumen aufrecht in der Vase stehen, hängen einige grüne Stängel oder Blätter über den Rand der Vase nach unten.
Der Blumenstrauß befindet sich in einer bauchigen braunen Keramikvase. Auf der Vase sind im unteren Bereich vertikale Striche in Gelb und Grün, im oberen Teil auch in Weiß aufgetragen. Möglicherweise ist hier eine das Licht reflektierende Glasur angedeutet, wobei die oberen Striche auf ein sich der Oberfläche spiegelndes Fenster hinweisen könnten. Die Vase steht auf einer vom unteren Bildrand abgeschnittenen Tischplatte mit abgerundeter Kante. Bei der weißen Oberfläche der Tischplatte handelt es sich möglicherweise um ein Tischtuch, aber auch eine weiß gestrichene Holzoberfläche ist denkbar. Der Hintergrund besteht aus einer grünen Fläche. Die Farbe variiert hierbei zwischen verschiedenen Grüntönen, in denen auch gelbe, braune und graue Akzente sichtbar sind. Die Vase mit dem Blumenstrauß wird direkt von vorn beleuchtet, sodass es nahezu keine Schatten im Bild gibt. Das Gemälde ist weder signiert noch datiert.

## Van Goghs Blumenstillleben aus Auvers
Nach seinem mehrmonatigen Aufenthalt in der Nervenheilanstalt von Saint-Rémy in Südfrankreich traf Vincent van Gogh am 20. Mai 1890 in Auvers-sur-Oise in der Nähe von Paris ein. Er lebte hier bis zu seinem Tod am 29. Juli 1890 in einem Zimmer der Auberge Ravoux. In der kurzen Zeit seines Aufenthaltes entstanden rund 80 Gemälde, darunter so bekannte Werke wie das Porträt des Dr. Gachet oder das Landschaftsbild Weizenfeld mit Raben. Paul Gachet war der Grund für den Umzug nach Auvers. Von ihm, der mit mehreren Künstlern befreundet war, erhoffte sich van Gogh ärztliche Hilfe. Schon bald sah er in dem Arzt einen Freund. Van Gogh malte in Auvers zahlreiche Landschaftsbilder in der freien Natur. Da er über kein eigenes Atelier verfügte, entstanden einige Porträts und eine Reihe von Stillleben im Haus des Dr. Gachet, bei dem er regelmäßig zu Gast war. In einem Brief vom 3. Juni 1890 an seinen Bruder Theo schrieb Vincent van Gogh über das Haus des Dr. Gachet, es sei mit langweiligen Dingen vollgestopft, wie bei einem Antiquitätenhändler. Es sei aber möglich, dort Blumen oder andere Stillleben zu malen. Zum Inventar des Hauses Gachet gehörten auch einige Bilder, die der Arzt von anderen Künstlern erhalten hatte. Hierunter befanden sich beispielsweise zwei Blumenstillleben von Paul Cézanne, die van Gogh möglicherweise als Vorbild für seine Bilder verwandte. Cézannes Bilder Dahlien und Kleine Delfter Vase mit Blumen (beide etwa 1873 entstanden, heute im Musée d’Orsay, Paris) zeigen wie van Goghs Vase mit Kornblumen und Klatschmohn jeweils eine auf einem Tisch stehende bauchige Vase mit üppigem Blumenstrauß. Zudem findet sich in Cézannes Bild Kleine Delfter Vase mit Blumen ein vom unteren Bildrand abgeschnittener Tisch mit abgerundeter Kante, wie er ebenfalls bei van Gogh zu sehen ist.

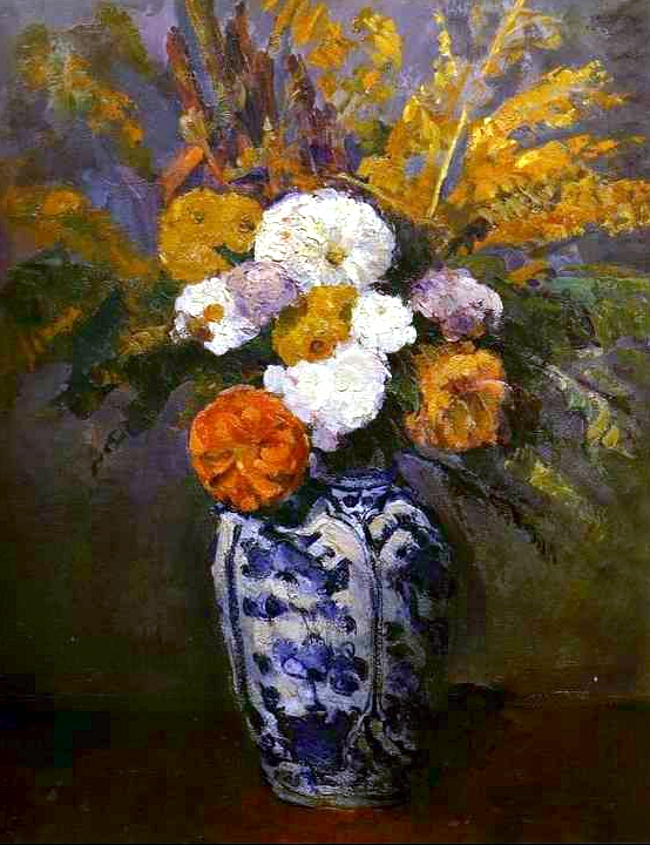
Paul Cézanne: Dahlien, um 1873
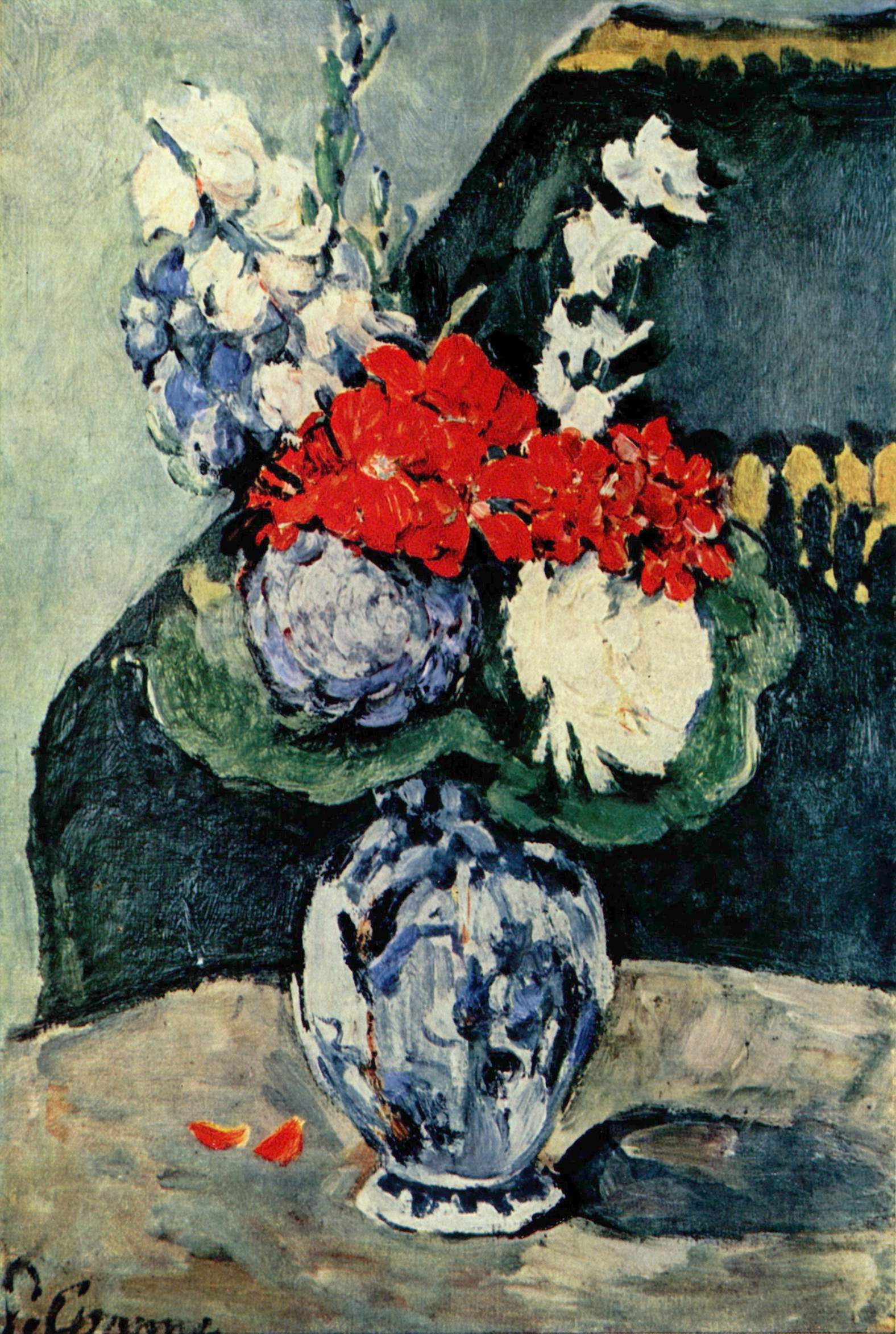
Paul Cézanne: Kleine Delfter Vase mit Blumen, 1873

Während seines Aufenthaltes in Auvers malte van Gogh eine Reihe von Blumenstillleben. In dem Brief vom 3. Juni 1890 an seinen Bruder Theo deutete Vincent van Gogh hierzu an, er hoffe, falls kein Geld da sei, Dr. Gachet auch mit Bildern bezahlen zu können. In einem anderen Brief vom  17. Juni 1890 berichtete er seinem Bruder von der Arbeit an einem Blumenstillleben. Es handelt sich dabei um das Bild Feldblumen und Disteln in einer Vase (Privatsammlung). Auch dieser Blumenstrauß ist wie die Vase mit Kornblumen und Klatschmohn auf einem hellen runden Tisch vor grünem Hintergrund platziert und die braune Keramikvase scheint in beiden Bildern identisch zu sein. Möglicherweise entstand auch die Vase mit Kornblumen und Klatschmohn um den 17. Juni 1890. Das Gefäß und auch der Tisch fanden auch im Gemälde Vase mit Blumen und Disteln (Pola Museum of Art, Hakone) Verwendung. Der Tisch ist hier aber in Gelb gehalten und auch der Hintergrund hat neben grünen auch gelbe Partien. Der Tisch taucht zudem in den Bildern Glas mit Feldblumen und Glas mit Nelken (beide Privatsammlung) auf. Statt der Keramikvase nahm van Gogh in diesen Bildern verschiedene Gläser als Behältnis für die Blumen und variierte den Hintergrund in Blau oder Gelb. Zudem drapierte er in Glas mit Nelken nicht Feldblumen, sondern Gartenblumen zu einem Strauß. Vermutlich aus dem Garten des Dr. Gachet stammen auch die Blumen für das Bild Stillleben mit japanischer Vase, Rosen und Anemonen (Musée d’Orsay, Paris). Abweichend von den vorgenannten Bildern hat van Gogh hier einen rechteckigen Tisch als Unterfläche für die Vase mit Blumenstrauß gewählt.

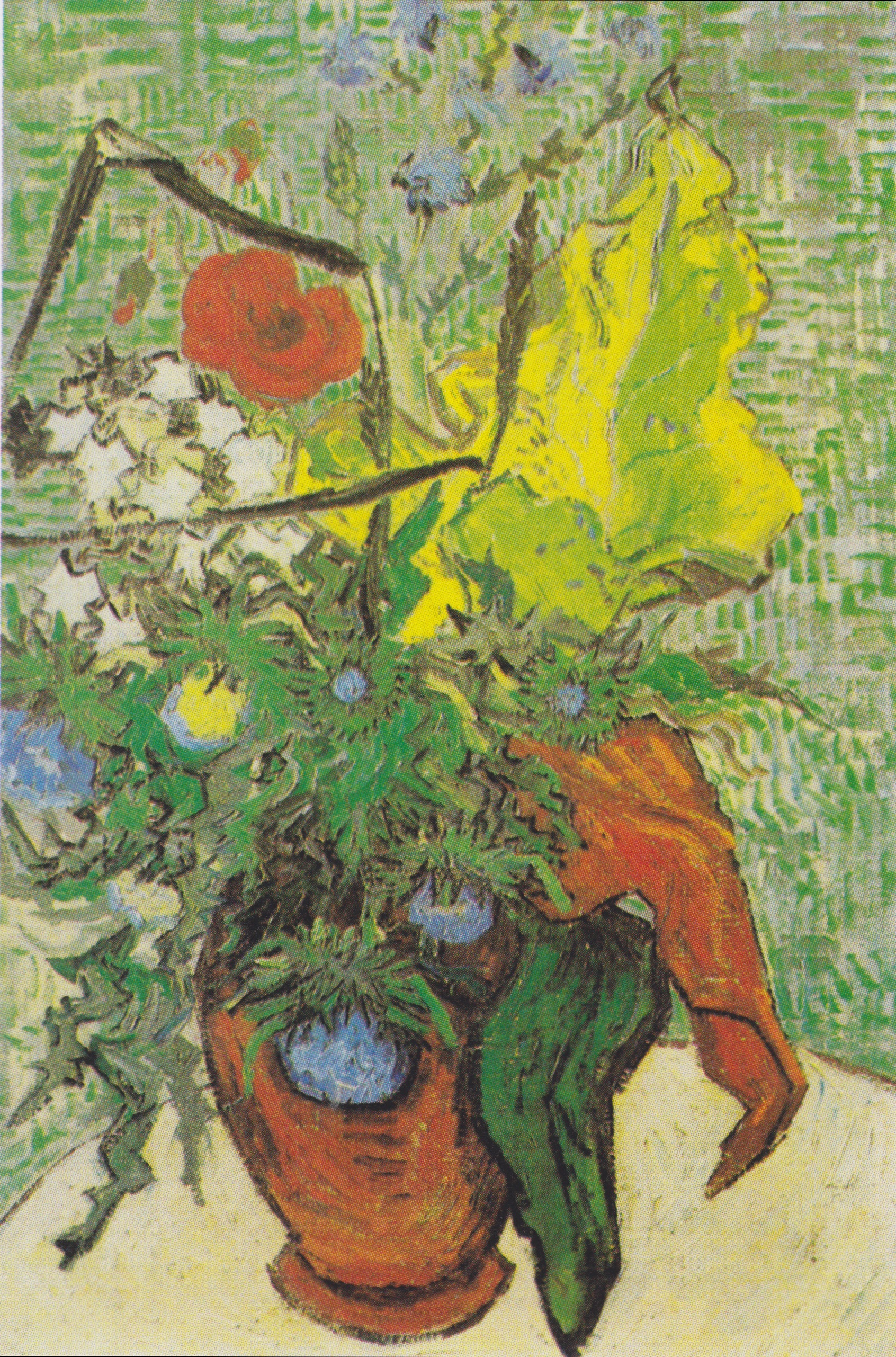
Vincent van Gogh: Feldblumen und Disteln in einer Vase, 1890
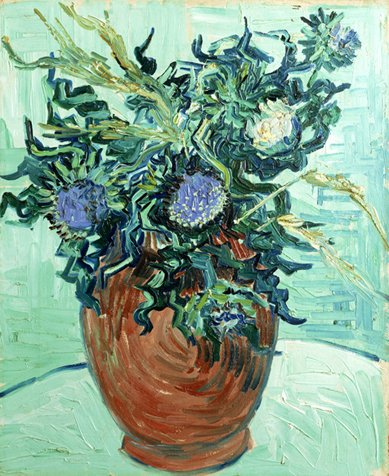
Vincent van Gogh: Vase mit Blumen und Disteln, 1890
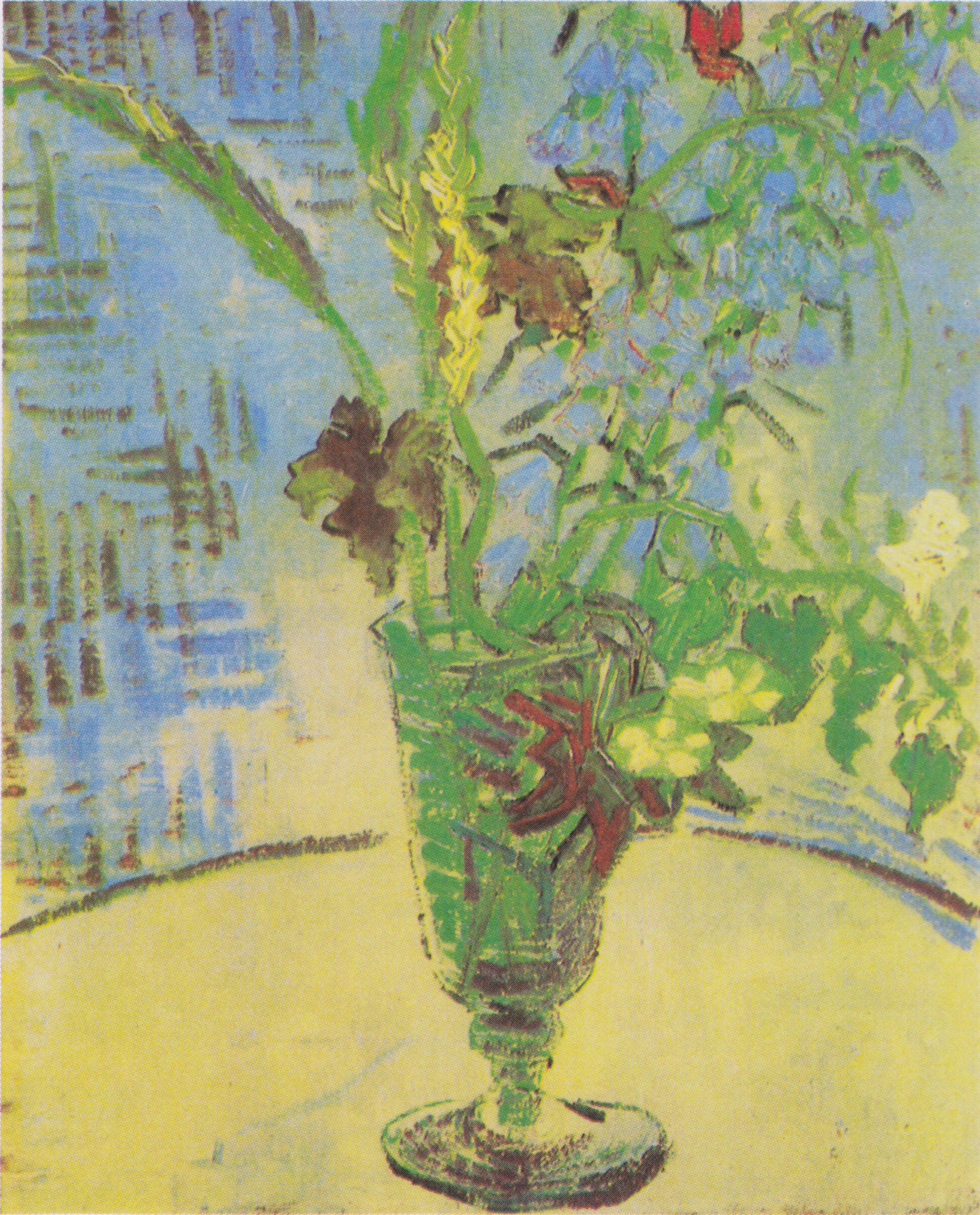
Vincent van Gogh: Glas mit Feldblumen, 1890
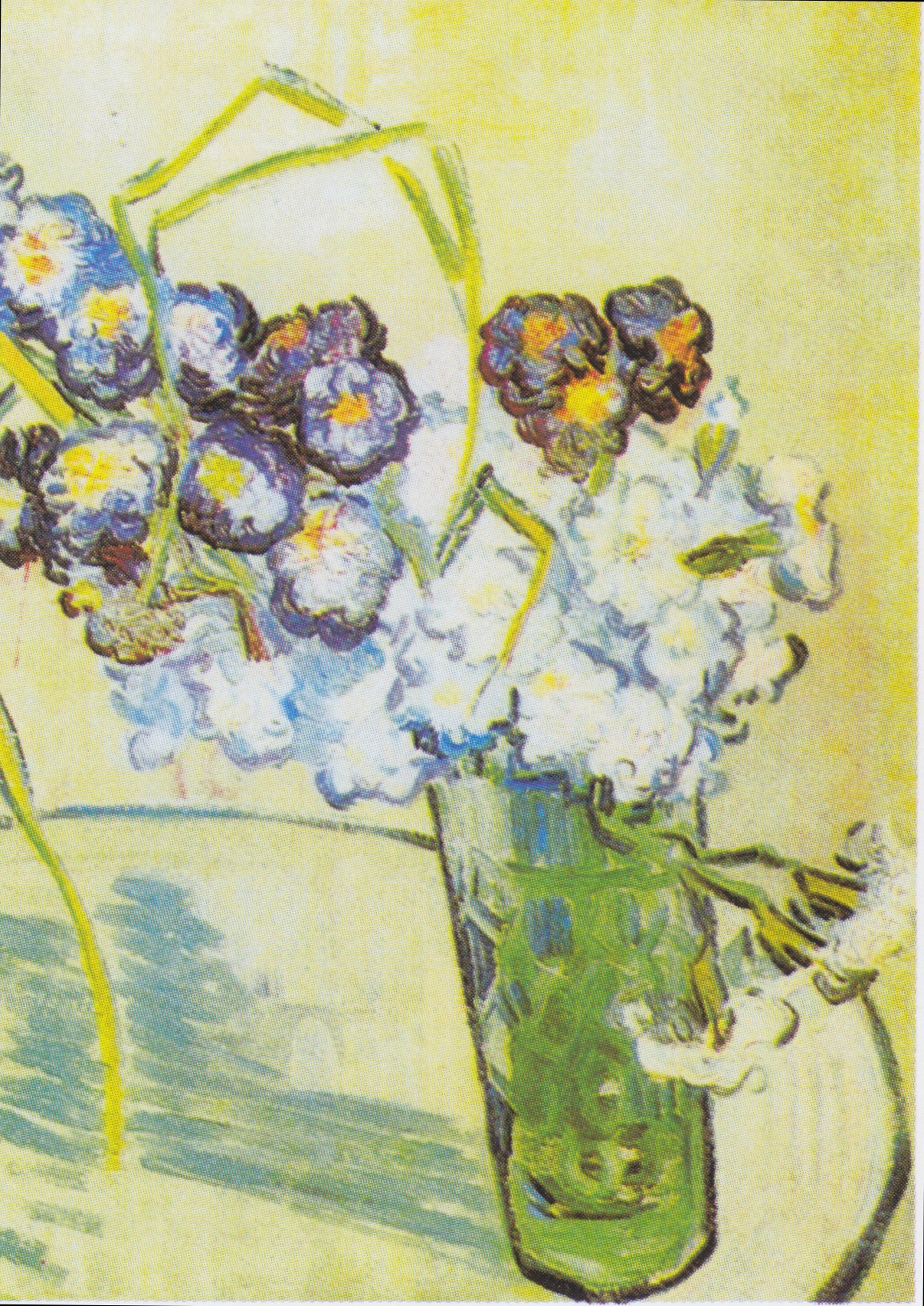
Vincent van Gogh: Glas mit Nelken, 1890
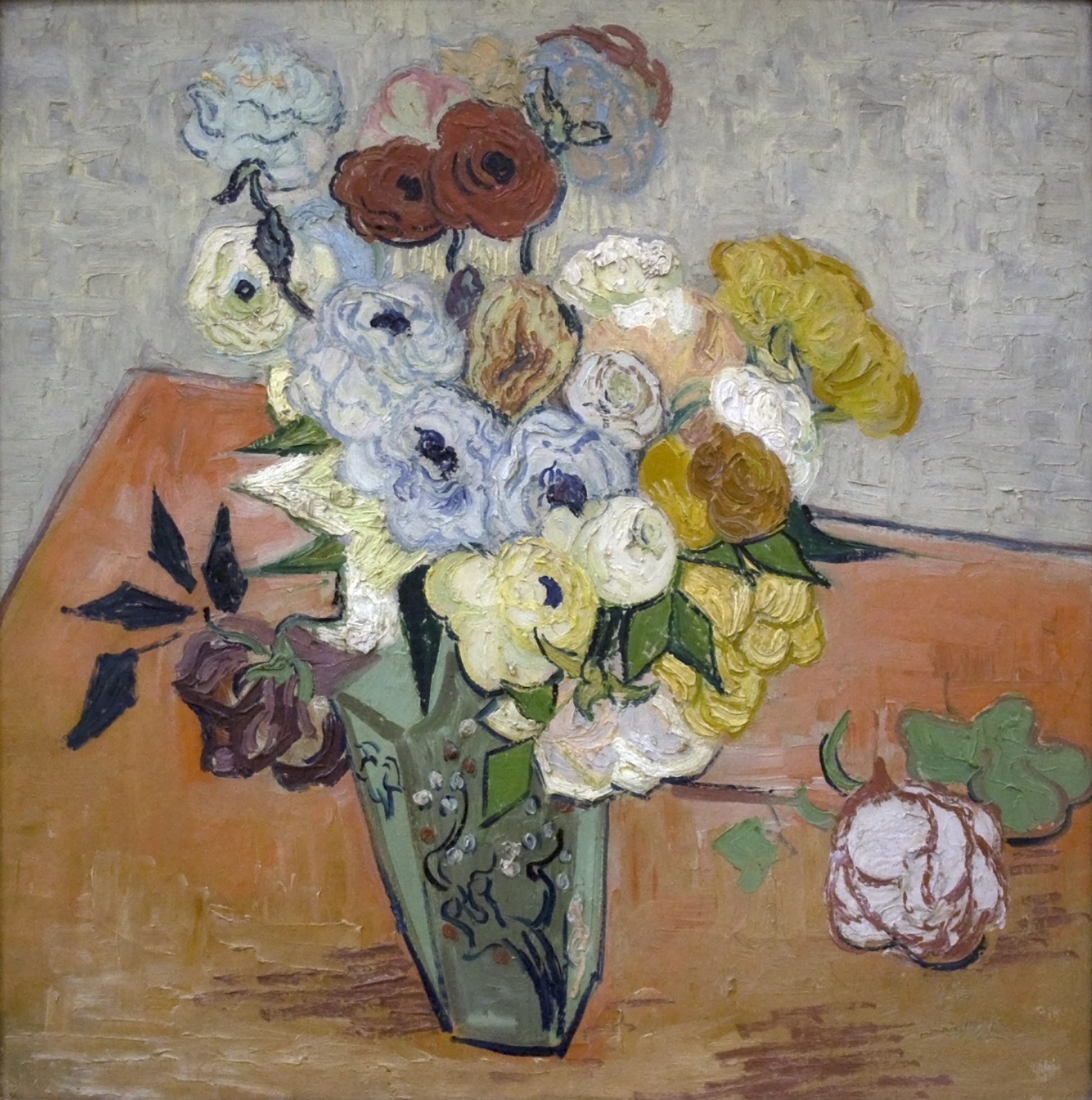
Vincent van Gogh: Stillleben mit japanischer Vase, Rosen und Anemonen, 1890

## Provenienz
Wahrscheinlich gab van Gogh das Gemälde Vase mit Kornblumen und Klatschmohn an seinen Arzt Paul Gachet, wobei nicht klar ist, ob es ein Geschenk oder eine Gegenleistung für medizinische Behandlung war. Der erste nachweisliche Besitzer des Bildes war der Pariser Sammler Gaston Alexandre Camentron (1862–1919). Unklar ist, ob er das Bild von Dr. Gachet oder über van Goghs Bruder Theo, der in Paris als Kunsthändler arbeitete, erworben hat. Camentron verkaufte Vase mit Kornblumen und Klatschmohn im November 1911 an den Berliner Kunsthändler Paul Cassirer. Von ihm erwarb es 1914 die Sammlerin Antonie Albert aus Wiesbaden. Die Witwe des Chemiefabrikanten Heinrich Albert verkaufte das Bild 1918 an Georg Caspari in München. Über die Londoner Filiale der Galerie Knoedler gelangte das Bild 1926 in die Sammlung von James Carstairs aus Philadelphia. Er verkaufte das Bild 1928 an die New Yorker Filiale der Galerie Knoedler, die es umgehend an den auf Long Island im US-Bundesstaat New York lebenden Sammler Anson Conger Goodyear veräußerte. Er war von 1929 bis 1939 der erste Präsident des Museum of Modern Art in New York. Goodyear überließ das Gemälde 1941 seinem Sohn George F. Goodyear, der als Rechtsanwalt und Geschäftsmann in Buffalo lebte. Er stellte das Gemälde 1962 der dortigen Albright-Knox Art Gallery als Dauerleihgabe zur Verfügung. In den folgenden Jahren übertrug er aus steuerlichen Gründen nach und nach Eigentumsanteile an dem Gemälde an die Albright-Knox Art Gallery. Im Jahr 1982 gehörte dem Museum ein Anteil von 60 Prozent an dem Bild. 1990 einigten sich die Familie Goodyear und die Albright-Knox Art Gallery auf den Verkauf des Gemäldes und reichten es im Auktionshaus Christie’s in New York zur Versteigerung ein. Bei einem Schätzpreis von 12 bis 16 Millionen US-Dollar fand sich jedoch zunächst kein Käufer. 1991 wechselte das Bild schließlich bei einem Privatverkauf den Besitzer. Der neue Eigentümer blieb anonym.
Am 4. November 2014 kam das Bild erneut zur Versteigerung. In der New Yorker Filiale des Auktionshauses Sotheby’s wechselte es für 61,7 Millionen US-Dollar den Besitzer. Als neuer Eigentümer trat der chinesische Filmproduzent Wang Zhongjun in Erscheinung. Er gab nach der Versteigerung mehrere Interviews und erklärte, der Besitzer des Bildes zu sein. Die Übergabe des Gemäldes an Wang Zhongjun erfolgte bei einem Pressetermin am 6. Dezember 2014 in Gegenwart von Kevin Ching, dem Leiter von Sotheby’s in Asien. Wenige Tage später sprach Wang Zhongjun gegenüber chinesischen Medien davon, er sei nicht der alleinige Eigentümer des Bildes, ohne jedoch genauere Angaben zu machen. 2015 zeigte Wang Zhongjun, der auch als Amateurmaler arbeitet, in einer Ausstellung neben seinen eigenen Werken auch van Goghs Vase mit Kornblumen und Klatschmohn und das kurz zuvor erworbene Bild Frau mit Haarknoten auf einem Sofa von Pablo Picasso. 2017 eröffnete er in Peking ein privates Museum, in dem die Werke von van Gogh und Picasso einige Monate ausgestellt waren. Nach wirtschaftlichen Schwierigkeiten seines Unternehmens Huayi Brothers schloss das Museum 2022. Zudem verkaufte er einen Großteil seiner Kunstsammlung. Eine im Mai 2023 in der New York Times veröffentlichten Recherche ging der Frage nach, wer der tatsächliche Eigentümer des Gemäldes Vase mit Kornblumen und Klatschmohn sei, das seit mehreren Jahren nicht mehr öffentlich zu sehen war. Die Journalisten fanden heraus, dass das 61,7 Millionen US-Dollar teure Gemälde zwar an Wang Zhongjun übergeben wurde, bezahlt hatte es aber Hailong Liu, ein in Shanghai in einfachen Verhältnissen lebender Mann. Liu Hailong war offiziell Direktor der Islandwide Holdings Limited, eines Offshore-Unternehmens auf den Britischen Jungferninseln. Dieses Unternehmen gehörte zum Unternehmensverbund Tomorrow Group des chinesischen Milliardärs Xiao Jianhua. Möglicherweise hatte der Mittelsmann Liu Hailong das Gemälde im Auftrag von Xiao Jianhua erworben. Die Journalisten halten es jedoch auch für möglich, dass Wang Zhongjun das Offshore-Netzwerk von Xiao Jianhua nutzte, um die chinesischen Währungskontrollen zu umgehen. Die beiden chinesischen Unternehmer gründeten 2015 ein Joint Venture auf den Seychellen, um gemeinsam Kunstinvestitionen voranzubringen und gründeten ein weiteres Offshore-Unternehmen, um zusammen im Filmgeschäft aktiv zu werden. Die Journalisten vermuteten zudem, dass Xiao Jianhua mit dem Kauf des Van-Gogh-Gemäldes einen leicht ins Ausland zu transportierenden Vermögenswert erwerben wollte. 2022 wurde Xiao Jianhua wegen Manipulation der Finanzmärkte und Bestechung von Staatsbeamten zu 13 Jahren Gefängnis verurteilt und seine Unternehmen in China wurden aufgelöst. Unklar bleibt, wer gegenwärtig der Eigentümer des Gemäldes Vase mit Kornblumen und Klatschmohn ist.